# Дженифър Шектър
Дженифър Шектър, накратко Джени (на английски: Jennifer Schecter или Jenny) е измислен персонаж, еврейка-писателка от сериите еЛ връзки, която се играе от канадската актриса Миа Киршнър.
Джени присъства като героиня в сериите от самото начало до последния им сезон (те имат продължения), който е макар да не е изцяло последен за сериите завършва нейното участие в тях де факто, заради изчезването или предполагано убийство на героинята. В сериите Джени написва няколко романа и разкази, с които става известна и дори един от тях трябва да бъде екранизиран - е заснет, но лентата мистериозно изчезва в последните серии. Джени е бисексуална и еврейка, нейната първа голяма любов е Марина, но след като последователно и няколко пъти е отхвърляна от нея и годеника си Тим, а по-късно успява да спечели признание за писателския си талант, Джени се развива като силно нарцистична и ексцентрична личност, което постепенно ѝ донася неодобрението и неприязанта на повечето ѝ приятелки и героини във филма (с изключение на Шейн, с която последно имат връзка) и което води до убийството и в края. Първоначално обещанието на създателите на сериите е да направят тяхно продължение, в което да се разкрие убиецът на Джени, но от Шоутайм пускат само допълнителен материал, в който отделните героини разказват накратко какво мислят за случилото се.
Дженифър Шектър е осъждана за своето поведение в различните серии на ТВ сериала, като в началото на 6-тите серии тя изчезва безследва, като интересът към изчезването й от приятелките й лесбийки е слаб, до усещането, че те са щастливи дори в това, и ходят още повече на заведения за купони и сякаш празнуват нейната липса от общността й.
Макар самата Дженифър Шектър често да участва в предавания по телевизията заедно със своите колежки от сериала на нея е отредена ролята на "писателка", тоест без "реална свързана с барове професия", "превзета", "шантава" (заради прекалено религиозните си родители).